# ソーヨン・ムーン
Suh Young Moon（ソー・ヨン・ムーン、1978年 - ）は韓国・ソウル特別市生まれのチェロ奏者。
ソウル大学校卒業、ベルリン ハンス・アイスラー国立音楽大学卒業、ベルリン芸術大学大学院在籍

## 略歴
- 2000年 韓国KBSデビューコンクール 1位
- 2002年 ベルリン ドミニコ・ガブリエルチェロコンクール 1位、第42回ドン・アー音楽コンクール 1位
- 2005年 第40回マルクノイキルヘン国際器楽コンクール チェロ部門 2位
- 2006年 第7回ビバホールチェロコンクール 第1位
- 現在、ドイツを拠点にソロ、室内楽、オーケストラ奏者として幅広く活躍中